# Perzisch Eskader
Het Perzisch Eskader (Escadre de Perse) was een vloot van een tiental oorlogsschepen met rond de 3000 manschappen die in 1670 werd uitgezonden door Lodewijk XIV van Frankrijk met als doel desnoods met geweld basissen te vestigen in Zuid-India voor de Franse Oost-Indische Compagnie.

## Historische achtergrond

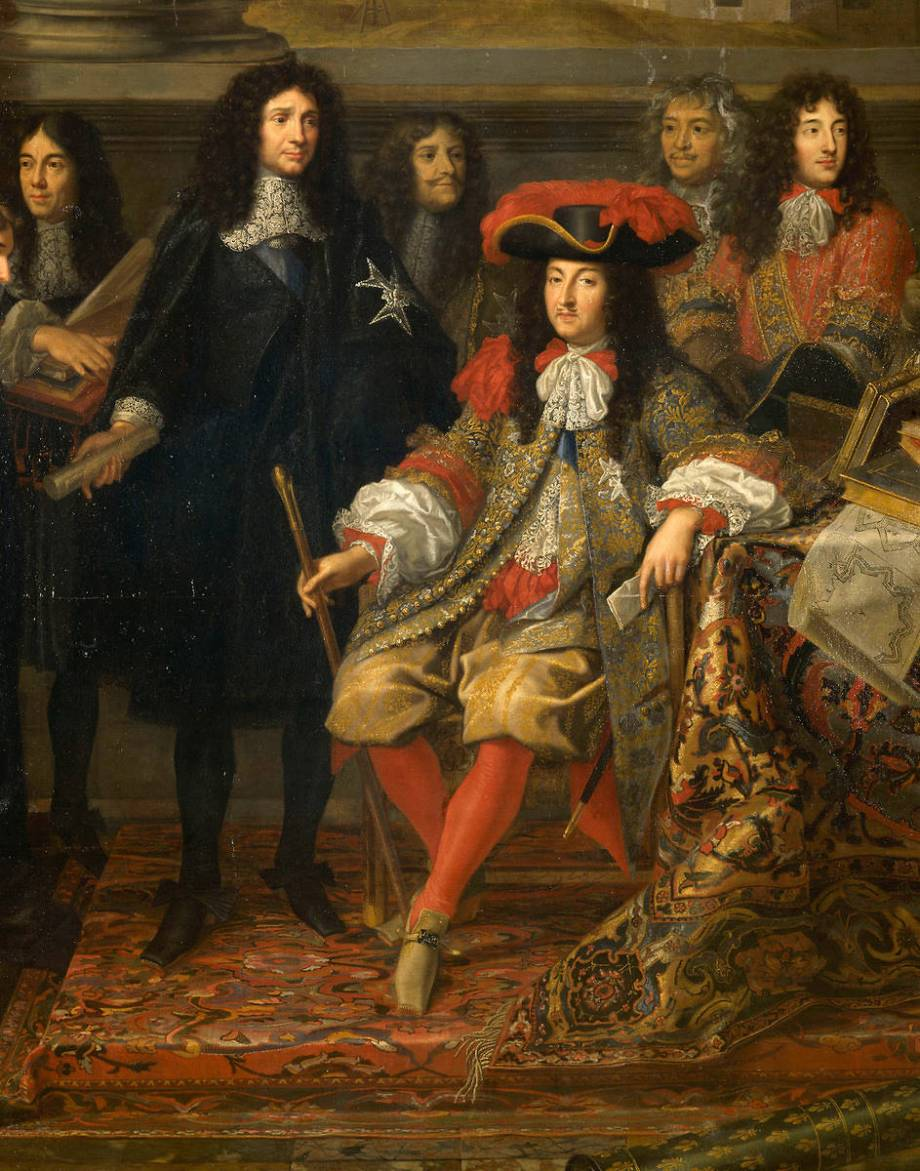
Lodewijk XIV en minister Colbert in 1667

In het Frankrijk van de jaren 1660 bestond grote afgunst en irritatie over de economische macht van de Republiek der Verenigde Nederlanden, die men zag als 'le magazin général', en die door middel van lage vrachtprijzen en superioriteit in industriële technologie Frankrijk en de rest van Europa aan een vernederende dominantie op maritiem en commercieel gebied had onderworpen. De Fransen hadden de Republiek eerst als bondgenoot gezien tegen hun aartsvijand Engeland, maar na de overwinning van de Republiek in de Tweede Engelse Zeeoorlog in 1667 wilden Lodewijk en zijn mercantilistische minister van Financiën Colbert een einde maken aan deze 'dépendence servile' en begonnen een handelsoorlog, waarbij hoge importtarieven op producten uit de Republiek werden geheven. Na veel interne discussie deed de Republiek in 1671 hetzelfde met Franse producten, waaronder wijn. Aangezien de Franse export voor een groot deel afhankelijk was van Nederlandse schepen betekende dit een miljoenenverlies aan gemiste export voor de Fransen . De handelsoorlog zou in het Rampjaar 1672 uitmonden in een echte oorlogsverklaring aan de Republiek van Frankrijk, Engeland en de Duitse staten Keulen en Münster. Het uitbreken van de oorlog in Europa werd in oktober 1672 in Azië bekend.

## De expeditie

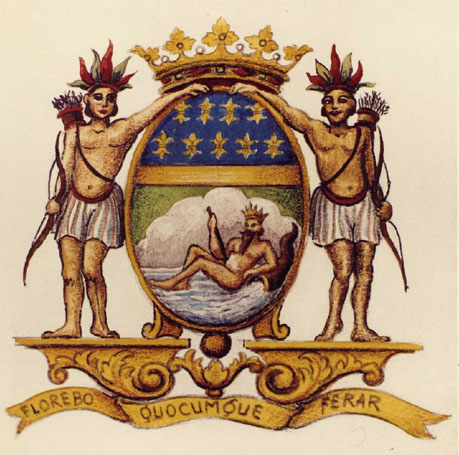
Wapen van de Franse Oost-Indische Compagnie

Het brein achter de expeditie van het Perzisch Eskader was François Caron, een ex-Raad van Indië en directeur-generaal van de VOC die naam had gemaakt in Japan en Formosa, maar in 1652 ontslagen was op beschuldiging van particuliere handel. In 1664 werd hij hoofd van de dat jaar opgerichte Franse Oost-Indische Compagnie, die met de Nederlandse en de Engelse compagnieën moest gaan concurreren in de handel op Azië. Colbert had eerder voorgesteld om Cochin en Cananoor (het huidige Kannur) aan de Malabarkust en een eiland in de Molukken op de VOC te veroveren, maar uiteindelijk viel het oog op Ceylon. Caron was hier eerder geweest. In 1644 had hij voor de VOC Negombo aan de westkust op de Portugezen veroverd. Hij wist dat aan de oostkust van het eiland, in de baai van Kottiyar, een uitstekende natuurlijke haven was, die echter door de VOC niet gebruikt werd omdat er aan die kant van het eiland geen kaneel groeide. Het Hollandse fort daar, Fort Trincomalee, had slechts een klein garnizoen.
In maart 1670 vertrok de vloot vanuit La Rochelle, met Jacques Blanquet de la Haye als admiraal. Met diverse vertragingen voer men via Madagaskar naar Surat, waar men in oktober 1671 arriveerde. De Fransen hadden hier vier jaar daarvoor een factorij gesticht. Caron kwam hier aan boord en de vloot werd bevoorraad, maar niet voldoende, zoals later bleek. In januari 1672 vertrok de vloot naar het zuiden langs de westkust van India. Onderweg passeerde hij een Hollandse vloot onder Adriaan Roothaes en Laurens Pijl uit Ceylon, die de Malabarkust verdedigde. Er vond geen confrontatie plaats. Vervolgens voeren de Fransen om de zuidkust van Ceylon heen en zeilden in maart de baai van Kottiyar in. Daar begonnen ze direct met het bouwen van vestingwerken op de eilandjes Dwars in de Weg en Compagnie's Eiland (nu Sober Island en Little Sober Island). Het eerste doopte men om in Isle du Soleil. Een groep van 30 soldaten ging op weg naar Kandy in het binnenland, waar de Singalese vorst Raja Singha II zetelde. Deze gaf de Fransen toestemming zich in Kottiyar te vestigen. Ze graveerden de toestemming op een koperen plaat en zetten die op een opvallende plek aan de baai.

## Ceylon

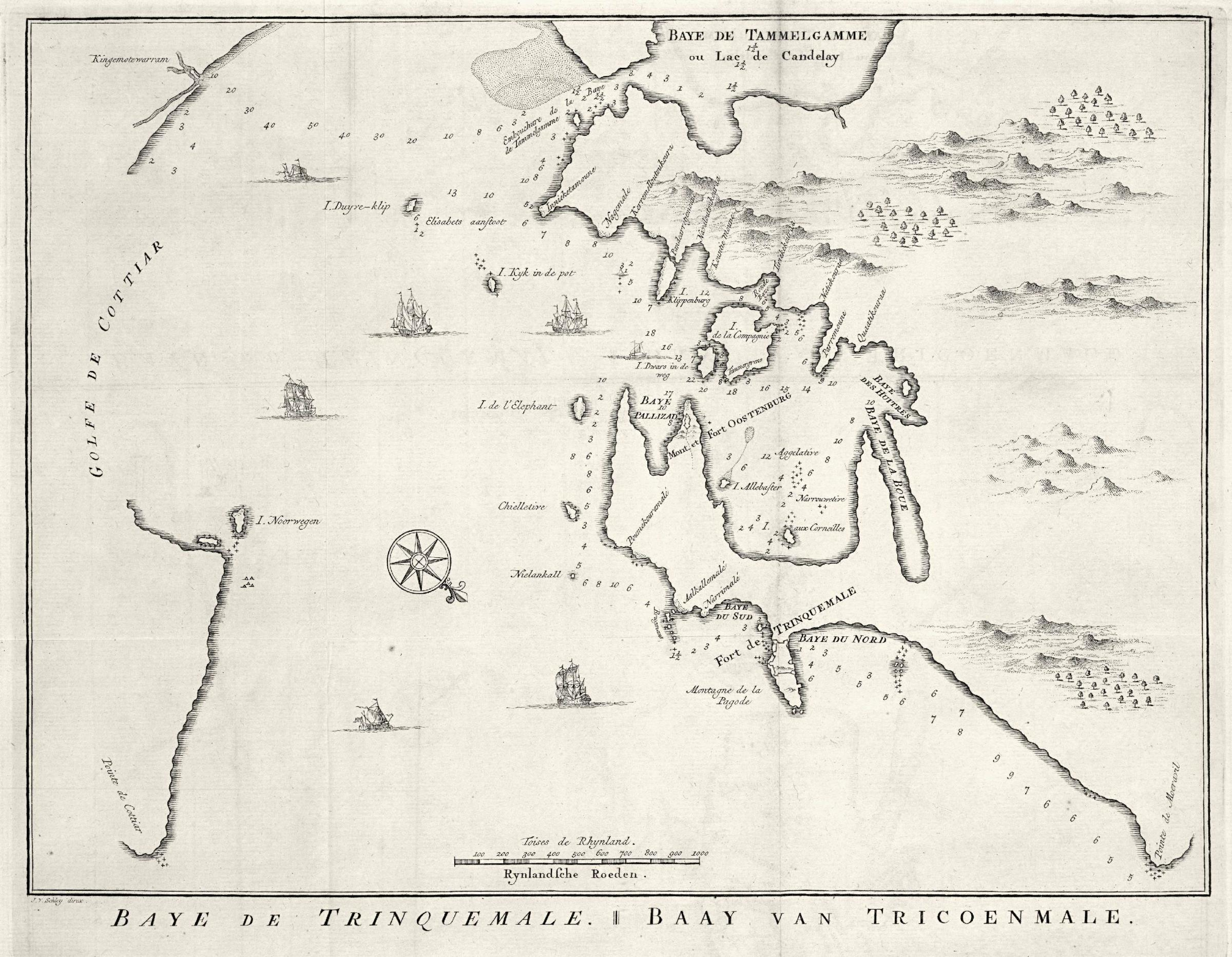
Baai van Kottiyar en Fort Trincomalee

De gouverneur van Ceylon, Rijcklof van Goens, protesteerde hier met kracht tegen. In eerste instantie beriep hij zich op het verdrag uit 1638 dat Adam Westerwoldt met Raja Singha had gesloten, maar toen de Fransen meldden dat deze hen toestemming had verleend beriep hij zich op het veroveringsrecht. Het gebied behoorde toe aan de VOC omdat die het veroverd had op de Portugezen. Het garnizoen in Fort Trincomalee was echter veel te klein om iets te doen tegen de overmacht. Bovendien waren de Republiek en Frankrijk niet in oorlog. Deze zou in april uitbreken, maar beide partijen in Ceylon zouden hier pas veel later achter komen. De Fransen ondernamen daarom ook niets tegen Fort Trincomalee.
Ondertussen kwamen de Fransen erachter dat het van voedsel voorzien van duizenden soldaten aan de oostkust van Ceylon een onmogelijke opgave was, ook met hulp vanuit Kandy. Van Goens liet bovendien de baai blokkeren met de vloot van Ceylon. Twee schepen die de Fransen naar de Coromandelkust stuurden om proviand te halen werden onderschept en een derde werd weggejaagd. Ook werden kleine aanvallen uitgevoerd op vooruitgeschoven posten van de Fransen. Na verloop van tijd was van hen door honger en ziekte nog maar een derde over, zodat men begin juli besloot met de hele vloot naar de Coromandelkust te varen. Honderd man werden achtergelaten op Dwars in de Weg, en een ambassadeur, De la Nerolle, werd naar Kandy gestuurd, met de belofte dat de vloot over drie maanden terug zou zijn. Direct nadat de Franse vloot vertrokken was zeilde de Hollandse vloot de baai in en nam de Franse soldaten op Dwars in de Weg gevangen. De la Nerolle maakte de fout te paard het hof van Kandy in te rijden. Hij werd hierom in de ijzers geslagen en zijn mannen kregen zweepslagen. De Franse vloot kwam nooit meer terug. In 1714 deed gouverneur Hendrik Becker op verzoek van de Fransen nog een vergeefse poging hem vrij te krijgen, maar datzelfde jaar stierf hij. De afstammelingen van De la Nerolle leven nu nog in Sri Lanka.

## Coromandel

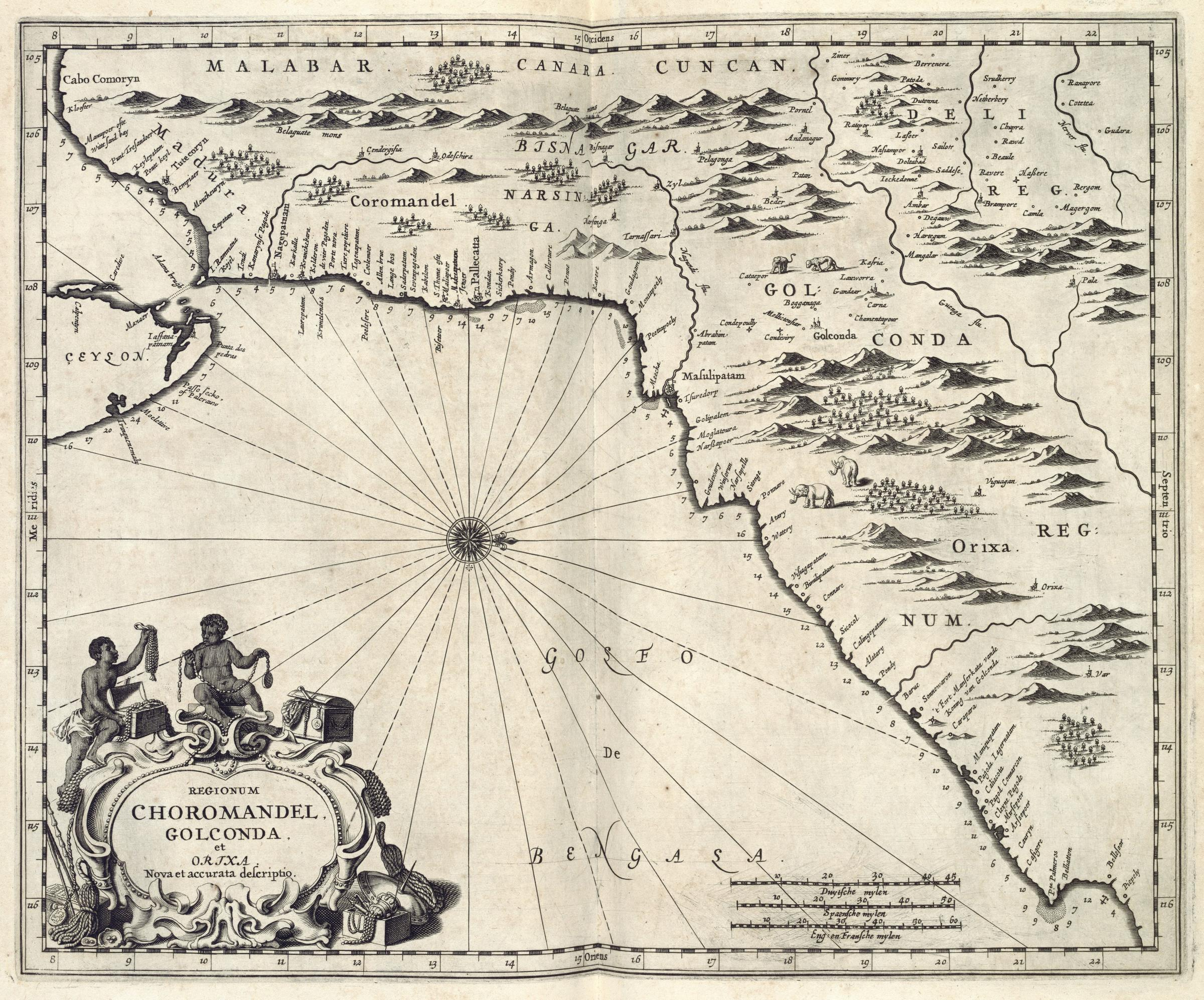
Links Ceylon en rechts de Coromandelkust, met San Thomé en Pondicherry (Pondy) op een kaart van ca. 1672

Aan de Coromandelkust veroverden de Fransen San Thomé, iets ten zuiden van Chennai, het toenmalige Madras, op de vorst van het sjiitische sultanaat Golkonda. Inmiddels was bij Van Goens het nieuws aangekomen dat de Republiek in oorlog was met Frankrijk en Engeland, wat niet alleen met terugwerkende kracht zijn acties tegen de Fransen in Ceylon rechtvaardigde, maar hem in staat stelde de Fransen in San Thomé te gaan belegeren. Hij kreeg hierbij hulp van een vloot uit Batavia onder Cornelis van Quaalbergen. Die raakte eerst in gevecht met een Engelse vloot onder Willam Basse, die verslagen werd, waarbij twee schepen werden buitgemaakt en eentje tot zinken gebracht. Driehonderd Engelsen werden krijgsgevangen gemaakt. Van Goens had in februari 1673 Bombay willen aanvallen maar daar aangekomen bevond hij het te sterk gefortificeerd. In juni werd begonnen met de blokkade van San Thomé. In september probeerden de Engelsen die te doorbreken maar dat mislukte. Vanaf de landzijde werd San Thomé belegerd door het leger van Golkonda. Uiteindelijk moesten de Fransen zich in september 1674 overgeven. Van Goens was toen al naar Batavia vertrokken. Het capitulatieverdrag werd namens de VOC ondertekend door de gouverneur van Coromandel Anthony Paviljoen en door Barent Clebout, Marten Pit, Willem Hartsinck, Joan Roelants, Herbert de Jager en Francois Tack. Door gevechten en door schipbreuk was er geen enkel schip van het Perzisch Eskader over. Ongeveer 500 overlevenden, waaronder De la Haye, werden op twee Nederlandse schepen terug naar Frankrijk gebracht. San Thomé werd teruggeven aan de sultan van Golkonda, die de VOC uit dankbaarheid tolvrijheid schonk in het gebied rond Masulipatnam. Francois Caron was al eerder vertrokken van de Coromandelkust. Eerst naar Surat en daarna terug naar Frankrijk. Zijn schip verging echter voor de haven van Lissabon, waarbij hij verdronk.
Uiteindelijk was het enige succes van de expeditie de vestiging van een versterkte loge in Pondicherry, dat als uitstapje vanuit San Thomé was gedaan. In de jaren daarna bouwden de Fransen deze vestiging verder uit. Tijdens de Negenjarige Oorlog van de Grote Alliantie tegen Frankrijk werd Pondicherry door de VOC veroverd, 'niet dat haar die plaats konde te stade komen, als besettingen genoeg op en langs die kust hebbende, maar alleen om den vyand daarby schade en nadeel toe te brengen'. Laurens Pit de Jonge, gouverneur van Coromandel, viel de stad aan vanuit Negapatnam met een vloot van 17 schepen en 1600 manschappen en bombardeerde het twee weken lang, tot de Fransen zich in augustus 1693 overgaven. Bij de Vrede van Rijswijk werd echter besloten wederzijdse veroveringen weer terug te geven, wat in 1699 ook met Pondicherry gebeurde, tot ergernis van de VOC.

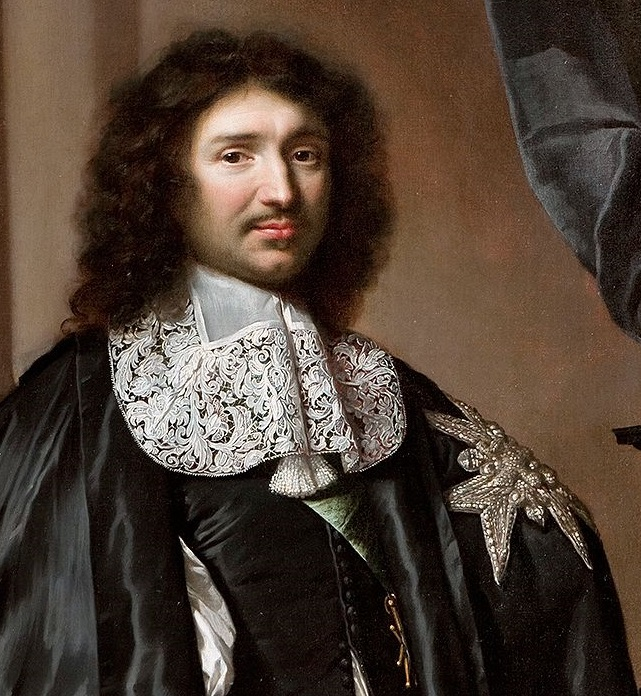
Jean-Baptiste Colbert. minister van Lodewijk XIV
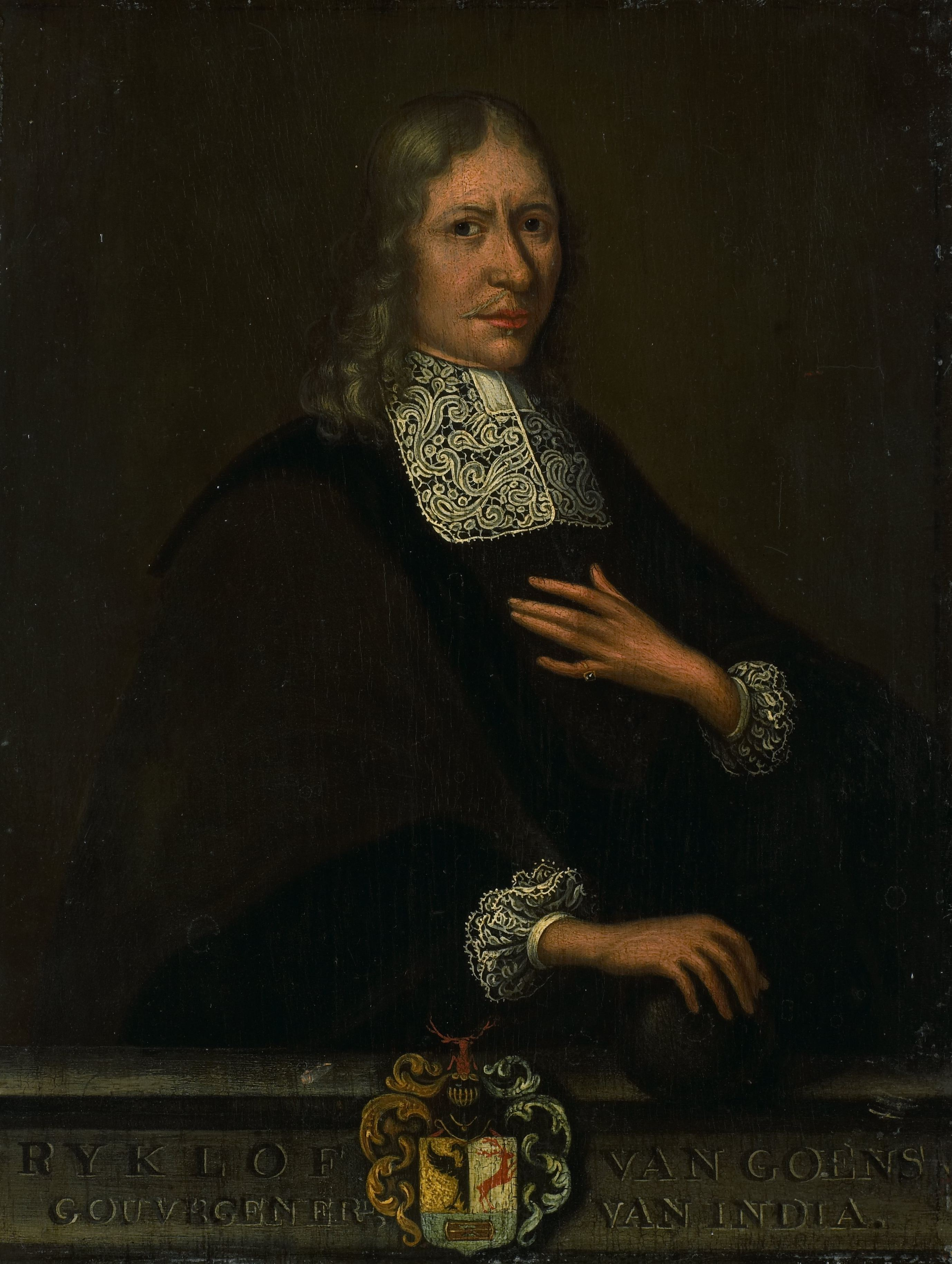
Rijcklof van Goens, gouverneur van Ceylon
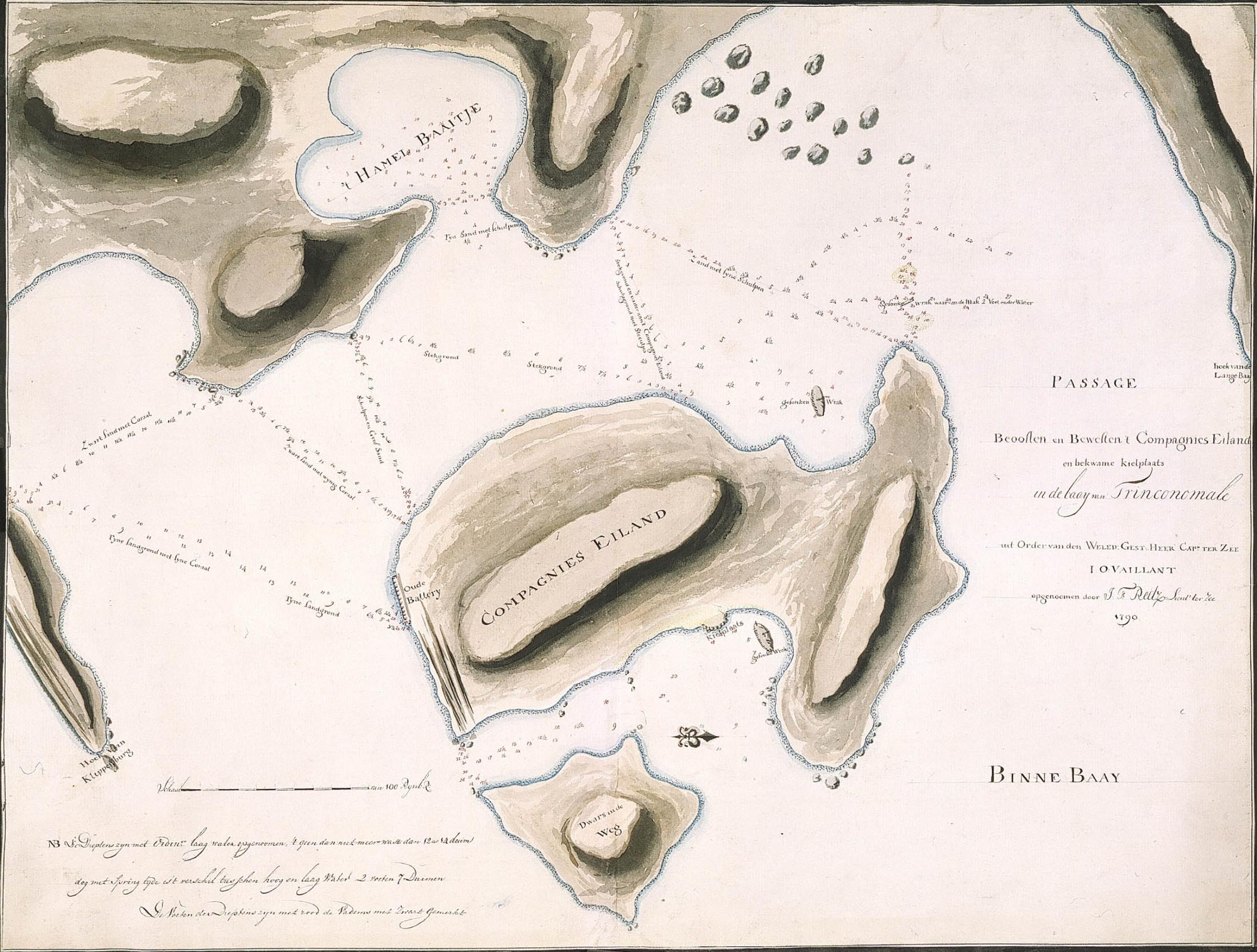
Dwars in de Weg en Compagnies Eiland in de baai van Kottiyar
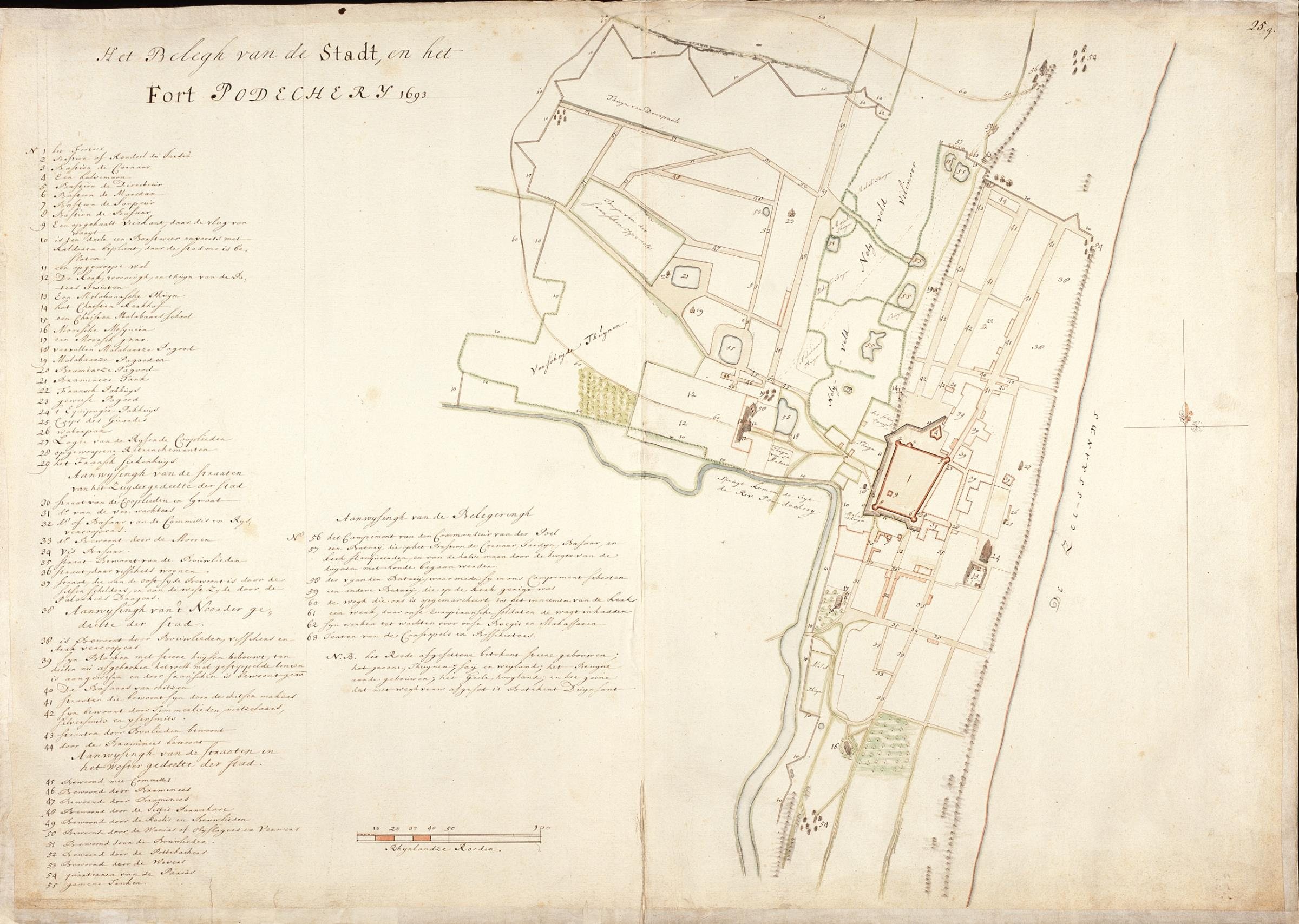
Het beleg van Pondicherry door de VOC in 1693